# Bawal
Bawal è una città dell'India di 12.016 abitanti, situata nel distretto di Rewari, nello stato federato dell'Haryana. In base al numero di abitanti la città rientra nella classe IV (da 10.000 a 19.999 persone).

## Geografia fisica
La città è situata a 28° 4' 60 N e 76° 34' 60 E e ha un'altitudine di 265 m s.l.m..

## Società

### Evoluzione demografica
Al censimento del 2001 la popolazione di Bawal assommava a 12.016 persone, delle quali 6.367 maschi e 5.649 femmine. I bambini di età inferiore o uguale ai sei anni assommavano a 1.842, dei quali 993 maschi e 849 femmine. Infine, coloro che erano in grado di saper almeno leggere e scrivere erano 7.913, dei quali 4.829 maschi e 3.084 femmine.